# Henrik Eriksson (Eishockeyspieler, 1988)
Henrik Eriksson (* 7. Februar 1988 in Jönköping) ist ein schwedischer Eishockeyspieler, der seit Juni 2016 beim HC La Chaux-de-Fonds in der National League B unter Vertrag steht. 

## Karriere
Eriksson begann seine Karriere in der Saison 2004/05 beim HV71, wo er zunächst diverse Nachwuchsmannschaften durchlief und in der Spielzeit 2006/07 erstmals einige Einsätze für die Profimannschaft in der Elitserien absolvierte. In den folgenden zwei Jahren spielte er parallel sowohl für die U20 als auch für das Profiteam und war für wenige Spiele leihweise bei Tingsryds AIF, Bofors IK und Borås HC in verschiedenen schwedischen Spielklassen aktiv. Im April 2009 wechselte der Angreifer zum VIK Västerås HK in die zweitklassige Allsvenskan, ehe er zwischen 2010 und 2012 erneut beim Borås HC auf dem Eis stand. Zur Saison 2012/13 wechselte Eriksson innerhalb der Liga zu IF Troja-Ljungby, wo er insgesamt zwei Spielzeiten verbrachte. 
Im Sommer 2014 entschied sich der Rechtsschütze für einen Wechsel nach Dänemark und lief ein Jahr für die Herning Blue Fox in der Metal Ligaen auf, wo er mit 42 Treffern bester Torschütze innerhalb der Liga wurde. Seit der Saison 2015/16 spielt Eriksson für die Krefeld Pinguine in der Deutschen Eishockey Liga.

## Erfolge und Auszeichnungen
- 2008 Schwedischer Meister mit dem HV71